# تشيللي دي ماكرا
تشيللي دي ماكرا (أحيانًا "تشيللي ماكرا") هي بلدية (كوميون) في مقاطعة كونيو الواقعة في منطقة بيدمونت، إيطاليا. تقع على بعد نحو 80 كيلومتر (50 ميل) جنوب غرب تورينو ونحو 30 كيلومتر (19 ميل) شمال غرب كونيو. في نهاية عام 2017 كان عدد سكانها 94 نسمة.
تقع تشيللي دي ماكرا على حدود البلديات التالية: كاستيلمانيو، ماكرا، مرمورا (بيدمونت)، سان داميانو ماكرا.

تحتوي كنائسسان جيوفاني على 1496 لوحة متعددة الألوان رسمها السيد الفلمنكي هانز كليمر، الذي عمل في بلاط ماركيز سالوزو.